# آنکس (اورگن)
آنکس (به انگلیسی: Annex) یک منطقهٔ مسکونی در ایالات متحده آمریکا است که در شهرستان مالهور، اورگن واقع شده‌است. آنکس ۲۳۵ نفر جمعیت دارد و ۶۴۱٫۰ متر بالاتر از سطح دریا واقع شده‌است.